# Shining Force II
Shining Force II (シャイニング・フォースII 古えの封印 Shainingu Fōsu Tsū: Inishie no Fūin?, lit. "Shining Force II: The Ancient Seal"), är ett datorrollspel till Sega Mega Drive utvecklat av Sonic! Software Planning 1993. Handlingen är inte direkt kopplad till originalspelet Shining Force, även om Sega Game Gear-spelet Shining Force Gaiden: Final Conflict länkar handlingen i de båda spelen samman.
Spelet släpptes till Wiis Virtual Console i Europa den 3 oktober 2008 och i Nordamerika den 6 oktober  samma år. Spelet ingår också i Sega Mega Drive Ultimate Genesis Collection till Xbox 360 och Playstation 3 och släpptes även till Steam.

## Handling
Spelaren skall bland annat rädda en prinsessa från monster, återuppbygga hjältens hemstad, och ena de goda styrkorna i kampen mot de onda krafterna.

### Fotnoter
1. ↑  ”Shining Force II: The Ancient Seal Strategy Guide Notes (In Japanese)”. Arkiverad från originalet den 22 februari 2012. https://web.archive.org/web/20120222185927/http://urawa.cool.ne.jp/wepon/sf2.html. Läst 11 juni 2014.
2. ↑  ”Arkiverade kopian”. 6 oktober 2008. Arkiverad från originalet den 11 oktober 2008. https://web.archive.org/web/20081011094540/http://www.nintendo.com/whatsnew/detail/ngiGcGC-0d7mSVwou1SKkAECxOXNY4Yf. Läst 11 juni 2014.
3. ↑  Review for Xbox 360 version of Sonic's Ultimate Genesis Collection Arkiverad 1 augusti 2012 hämtat från the Wayback Machine., IGN.
4. ↑  ”Shining Force II” (på engelska). Mobygames. http://www.mobygames.com/game/shining-force-ii/. Läst 11 juni 2014.